# Eleccions municipals de 1995 a Tortosa
Les eleccions municipals de 1995 a Tortosa van ser unes eleccions locals que es van celebrar el diumenge 28 de maig de 1995 a Tortosa, al Baix Ebre, com a part de les eleccions municipals espanyoles. Es van triar els 21 regidors de l'Ajuntament de Tortosa.

## Sistema electoral
Les eleccions als ajuntaments de l'Estat espanyol estan fixades per celebrar-se el quart diumenge de maig cada quatre anys. El sistema electoral fa servir la regla D'Hondt amb representació proporcional, llistes tancades i una barrera electoral del 5% dels vots vàlids, que inclou els vots en blanc. La votació per a l'assemblea local es basa en el sufragi universal.
En les eleccions municipals, la circumscripció electoral és el municipi i el nombre d'escons (o sigui, regidors) a triar del municipi es determina en funció del nombre d'habitants censats en aquest municipi. En el cas de Tortosa, en tenir 23.988 persones censades, l'hi correspon 21 regidors.

## Candidatures
El 2 de maig del mateix any, la Junta Electoral de Zona de Tortosa va proclamar set candidatures del municipi de Tortosa en el Butlletí Oficial de la Província de Tarragona.
| Partit polític | Partit polític                                                        | Cap de llista | Llista de candidats |
| -------------- | --------------------------------------------------------------------- | ------------- | ------------------- |
|                | Convergència i Unió (CiU)                                             |               | Llista              |
|                | Partit Popular Català (PP)                                            |               | Llista              |
|                | Iniciativa per Catalunya Verds - Esquerra Unida i Alternativa (IC-EV) |               | Llista              |
|                | Partit dels Socialistes de Catalunya (PSC)                            |               | Llista              |
|                | Federació d'Independents de Catalunya (UT-FIC)                        |               | Llista              |
|                | Esquerra Republicana de Catalunya-Acord Municipal (ERC)               |               | Llista              |
|                | Partido Político ""Camp-Redó Poble"" (C.P.)                           |               | Llista              |

## Jornada electoral

### Constitució de les meses
En aquell moment, Tortosa tenia una població de 30.430 habitants, dels quals 23.988 persones van ser cridades a votar en alguna de les 36 meses que es van constituir al municipi.

### Participació
La participació en aquestes eleccions va ser de 63,8%, el qual cosa implica que un total de 15.308 ciutadans del municipi van decidir exercir el seu dret a vot. Comparant aquesta participació amb la mitjana catalana, Tortosa va registrar una xifra pràcticament idèntica, situant-se en 1,0 punts percentuals per sota.
A continuació, es presenta una taula amb els percentatges de participació registrats a diferents hores del dia de les eleccions:
| Hores              | Tortosa       |
| ------------------ | ------------- |
| Participació (14h) | 37,0% ( 2,0%) |
| Participació (18h) | 49,2% ( 2,6%) |
| Participació (20h) | 63,8% ( 3,3%) |